# Лундборг, Эйнар
Эйнар Пауль Альберт Муни Лундборг (швед. Einar Paul Albert Muni Lundborg; 5 апреля 1896, Калькутта — 27 января 1931, Malmslätt, Эстергётланд) — шведский военный лётчик, участник операции по спасению арктической экспедиции генерала Нобиле в 1928 году.

## Биография
Эйнар Лундборг родился в Калькутте в семье шведских миссионеров Нильса Эрика Эрикссона Лундборга и Аманды Вильгельмины Лорен. В 1907 году семья вернулась в Швецию. В 1914 году Эйнар поступил на военную службу. В 1914 году он пошел в армию. По общему мнению, Лундборг имел слабость к шуткам и розыгрышам, но при этом был одним из «лучших лыжников, наездников и атлетов» среди шведских военных. Во время Первой мировой войны он воевал в кайзеровской армии и получил Железный крест и чин капитана. Затем Лундборг воевал на стороне Белых в Финской гражданской войне. Был награжден финским орденом Белой розы и получил чин полковника. После он присоединился к латвийцам и эстонцам, противостоявшим Красной армии.
В 1922 году получил сертификат пилота, преподавал в лётной школе в Мальмслетте. В 1927 году он женился на Маргарете Шарлотте Мальмберг (1900—1981).
События, принесшие Лундборгу мировую известность, связаны с арктической экспедицией генерала Нобиле на дирижабле «Италия». Дирижабль потерпел аварию на обратном пути от Северного полюса, и девять членов экипажа оказались на льдине примерно в 100 км севернее Шпицбергена. 23 июня 1928 года Лундборг первым из всех участвовавших в спасательных работах лётчиков сумел посадить свой одномоторный биплан «Фоккер» C.V на льдину и вывез на Шпицберген самого Нобиле и его собаку. Лундборг рассчитывал за пару дней эвакуировать со льдины всех аэронавтов, но во время второй посадки на льдину 24 июня потерпел аварию и разбил самолёт. Лундборг оставался в ледовом лагере до 6 июля, когда его вывезли шведские лётчики. Итальянцев 12 июля взял на борт советский ледокол «Красин».
27 января 1931 года погиб в авиационной катастрофе при испытаниях шведского истребителя «Jaktfalken».

## В кино
В советско-итальянском фильме «Красная палатка» роль Лундборга исполнил немецкий актёр Харди Крюгер. Лундборг в фильме показан не только авантюристом, но и циничным сластолюбцем, что не соответствует воспоминаниям современников о реальном Лундборге: он с детства отличался дерзким характером и тягой к приключениям, но при этом был порядочным человеком.